# August Lindgren
August "Smart" Ludvig Lindgren (født 1. august 1883 i København, død 1. juni 1945 i København) var en dansk fodboldspiller og murer, som har spillet fire landskampe for Danmark.
Lindgren vandt guldmedalje med det uofficielle danske hold (bestående af spillere fra KBU) i OL 1906 i Athen. I den første kamp blev Smyrna besejret 5-1. I finalen førte Danmark 9-0 ved pausen over Athen, der herefter opgav.
Det blev til en sølvmedalje ved OL 1908 i London.
Han spillede alle det danske holds tre kampe i turneringen. Danmarks første officielle landskamp blev spillet ved OL 1908, og Danmark vandt med Lindgren på holdet 9-0 over Frankrig B. I kampen mod Frankrig B som Danmark rekord vandt med 17-1, scorede Lindgren to mål, til 4-1 i 18. minut og 5-1 i 37. minut. Efter OL i London spillede Lindgen yderligere en landskamp, da Danmark 5. maj 1910 i den første landskamp på dansk grund besejrede OL-mestrene fra England (Storbritannien vandt OL) med 2-1 på KB's baner ved Forum. Lindgren scorede kampens første mål efter 10 minutter.
I sin klubkarriere spillede Lindgren 33 kampe og scorede 44 mål i perioden 1906-1910 for B.93 i København. I 1910 blev han ekskluderet af B.93 som det hed "grundet usømmelig optræden såvel på fodboldbanen som på offentlig gade". Nærmere detaljer herom kendes ikke. Lindgren skiftede herefter tilbage til Olympia, som han kom fra som 23-årig
Han var hovedsagelig angriber, men også en glimrende målmand.
Lindgren deltog desuden i udspring 10 meter ved OL i 1906 og placerede sig på en 13. plads ud af 24 deltagere. Som udspringer var han medlem af Olympia i København.